# Mirko Bortolotti
Pour les articles homonymes, voir Bortolotti.
 (février 2024).
Si vous disposez d'ouvrages ou d'articles de référence ou si vous connaissez des sites web de qualité traitant du thème abordé ici, merci de compléter l'article en donnant les références utiles à sa vérifiabilité et en les liant à la section « Notes et références ».
Mirko Bortolotti, né le 10 janvier 1990 à Trente, dans le Trentin-Haut-Adige, est un pilote automobile italien. Il est sacré champion en DTM en 2024. Il est vainqueur des 24 heures de Spa en 2025.

## Monoplace
Après avoir fait partie de la Ferrari Driver Academy en 2010, la Scuderia décide de le promouvoir en GP3. À la fin de la saison, faute de résultats, il n'est pas conservé au sein de la Ferrari Driver Academy. Bortolotti s'engage alors en Formule 2, discipline qu'il fréquentait déjà en 2009. 
En 2011, il devient champion en Formule 2 et obtient une place pour les essais privés réservés aux jeunes pilotes F1 chez Williams après le Grand Prix D'Abu Dhabi.

## GT et Endurance
En 2015, Bortolotti signe chez Lamborghini pour développer la Lamborghini Huracan GT3. Le début en compétition se fait dans le cadre de la manche d'ouverture du Blancpain GT Series à Monza.
En Europe, Bortolotti est champion du Blancpain GT Series Endurance Cup 2017 avec ses coéquipiers Crhistian Engelhart et Andrea Caldarelli, tandis que dans le championnat IMSA aux États-Unis Bortolotti remporte les 24 Heures de Daytona 2018 avec Rik Breukers, Franck Perera et Rolf Ineichen. L'année d'après, il connait le succès aux 24 Heures de Daytona 2019 avec Rik Breukers, Christian Engelhart et Rolf Ineichen ainsi qu'aux 12 Heures de Sebring 2019 avec Rik Breukers et Rolf Ineichen dans la catégorie GTD.

### Passage chez Audi
Fin 2019, Bortolotti annonce s'engager avec Audi Sport pour la saison 2020. Malgré une saison tronquée par la pandémie de Covid 19, il finit 3e aux 24 Heures de Daytona 2019, 2e aux 24 Heures du Nurburgring 2020, remporte la manche d'ouverture du GT World Challenge Europe Endurance Cup 2020 avec Kelvin Van Der Linde et Matthieu Vaxiviere et décroche une deuxième place aux 9 Heures de Kyalami en décembre 2020, où il annonce en interview sur le podium que c'est sa dernière course avec Audi Sport.

### Retour chez Lamborghini
Bortolotti retourne chez Lamborghini en 2021 aux 24 Heures de Dubai, où il finit quatrième. En 2021, il participe également à une manche du Deutsche Tourenwagen Masters à Assen en tant qu'invité, où il finit sur le podium dès sa première course. Il participe au championnat complet en 2022 avec une pole position dès la manche d'ouverture à Portimao et passe non loin de la victoire à cause d'un problème technique survenu après une relance de safety car à quinze minutes de l'arrivée alors qu'il était en tête. Il termine le championnat 4e sans victoire. En 2023, il décroche trois victoires et se bat pour le titre jusqu'à la dernière manche à Hockenheim, que Bortolotti perd face à Thomas Preining.

### Débuts au 24 heures du Mans et en LMP2
En 2022, Bortolotti participe aux 24 Heures du Mans avec Dries Vanthoor et Rolf Ineichen pour l'équipe W Racing Team ou ils finissent 11e dans la catégorie LMP2. Lamborghini annonce la même année le début du développement d'une nouvelle voiture, la Lamborghini SC63 qui répondra à la réglementation de la catégorie LMDh, et qui pourra donc courir dans le Championnat du monde d'endurance FIA ainsi qu'en IMSA à partir de 2023. Pour préparer l'arrivée de Lamborghini dans la catégorie reine de l'endurance, Bortolotti participe à la saison 2023 du Championnat du monde d'endurance FIA avec l'équipe Prema qui co-exploitera avec l'équipe Iron Lynx les Lamborghini SC63 en 2024. Ses coéquipiers sont l'ex pilote de Formule 1 Daniil Kvyat et Doriane Pin, mais Bortolotti ne participe qu'à quatre manches sur les sept en raison de plusieurs conflits de date avec le calendrier des Deutsche Tourenwagen Masters où il se bat pour le titre. Ils terminent la saison en 8e place en LMP2 et abandonnent au milieu de la nuit des 24 Heures du Mans après une sortie de piste dans les virages Porsche de Daniil Kvyat. 
En décembre 2023, Lamborghini annonce que Bortolotti partagera la Lamborghini SC63 numéro 63 avec Daniil Kvyat et Edoardo Mortara pour l'entièreté de la saison 2024 du Championnat du monde d'endurance FIA.